# South Sanford
South Sanford es un lugar designado por el censo ubicado en el condado de York en el estado estadounidense de Maine. En el Censo de 2010 tenía una población de 4.536 habitantes y una densidad poblacional de 74,61 personas por km².

## Geografía
South Sanford se encuentra ubicado en las coordenadas 43°23′25″N 70°42′40″O / 43.39028, -70.71111. Según la Oficina del Censo de los Estados Unidos, South Sanford tiene una superficie total de 60.8 km², de la cual 59.05 km² corresponden a tierra firme y (2.87%) 1.75 km² es agua.

## Demografía
Según el censo de 2010, había 4.536 personas residiendo en South Sanford. La densidad de población era de 74,61 hab./km². De los 4.536 habitantes, South Sanford estaba compuesto por el 94.8% blancos, el 0.4% eran afroamericanos, el 0.31% eran amerindios, el 2.8% eran asiáticos, el 0% eran isleños del Pacífico, el 0.18% eran de otras razas y el 1.52% pertenecían a dos o más razas. Del total de la población el 1.5% eran hispanos o latinos de cualquier raza.